# Phyllozoon hanseni
Il fillozoo (Phyllozoon hanseni) è un enigmatico organismo estinto, probabilmente appartenente ai vendobionti e vissuto nel Proterozoico superiore (Ediacarano, circa 550 milioni di anni fa). I suoi resti fossili sono stati ritrovati in Australia.

## Descrizione
Questo organismo, lungo circa trenta centimetri, possedeva un aspetto insolito anche se paragonato con il resto della cosiddetta fauna di Ediacara, costituita in massima parte da organismi dalle incerte affinità. Il corpo del fillozoon era diviso in una quantità di elementi disposti su due file, che si intersecavano fra loro andando a formare una struttura a zig zag.  Al contrario di altri organismi simili (come Pteridinium), il fillozoon non sembra fosse dotato di un'ulteriore fila di elementi.

## Interpretazione dei fossili
Non è chiaro se il fillozoon vivesse ancorato al fondale marino o si muovesse liberamente nell'acqua. Alcuni studiosi ipotizzano che i suoi segmenti fossero vere e proprie camere contenenti alghe o colonie di batteri; l'intera colonia, forse, usava la luce del sole o sostanze chimiche assorbite dall'acqua per alimentare le singole creature all'interno. Altri, invece, ritengono che il fillozoon fosse un rappresentante dei rangeomorfi, un gruppo di creature sessili di aspetto simile alle odierne penne di mare (Pennatulacea) appartenenti ai cosiddetti vendobionti. Questa interpretazione è suggerita dalla struttura a zig zag, comune sia al fillozoon che ai rangeomorfi. In ogni caso, il fillozoon non assomiglia a nessun organismo apparso dopo la fine del Cambriano.

## Scoperta
I primi fossili di questo animale vennero descritti nel 1978 da Richard J. F. Jenkins and James G. Gehling sotto il nome di Phyllozoon hanseni. Il nome del genere deriva da phyllon (in greco “foglia”) e zoon (in greco “animale”). La specie, invece, deriva da Anthony Kym Hansen, che per primo scoprì i fossili mentre studiava geologia ad Adelaide.

## Possibile stile di vita
Questo enigmatico essere potrebbe aver avuto abitudini gregarie, dal momento che molti esemplari sono stati trovati in gruppo. Una lastra rinvenuta nelle Flinders Ranges in Australia reca i resti di almeno undici esemplari individuali, strettamente associati a impronte di enigmatici tubi vermiformi di grandi dimensioni, che raggiungevano la lunghezza di 50 centimetri e la larghezza di 3 centimetri. Questi fossili tubulari sono stati messi in relazione con i vermi tubicoli giganti che attualmente vivono in prossimità di profonde sorgenti idrotermali.